# Педерсен, Карл-Хеннинг
Карл-Хе́ннинг Пе́дерсен (дат. Carl-Henning Pedersen; 23 сентября 1913, Копенгаген — 20 февраля 2007, Копенгаген) — датский художник-экспрессионист XX — начала XXI века, работавший в духе примитивов, на сюжеты и в манере детских рисунков.
Разносторонне одарённый, Педерсен был одним из ведущих художников Дании второй половины XX века. За более чем 70-летнюю карьеру он создал громадное наследие, принадлежащее множеству жанров: исполнял монументальные мозаичные панно, керамические фризы для украшения фасадов зданий, работал как скульптор, витражист, график, акварелист, вазописец. Но основной его вклад — это станковые живописные работы на холсте. Педерсен — один из инициаторов и активных членов объединения КОБРА (1948—1951).

## Биография

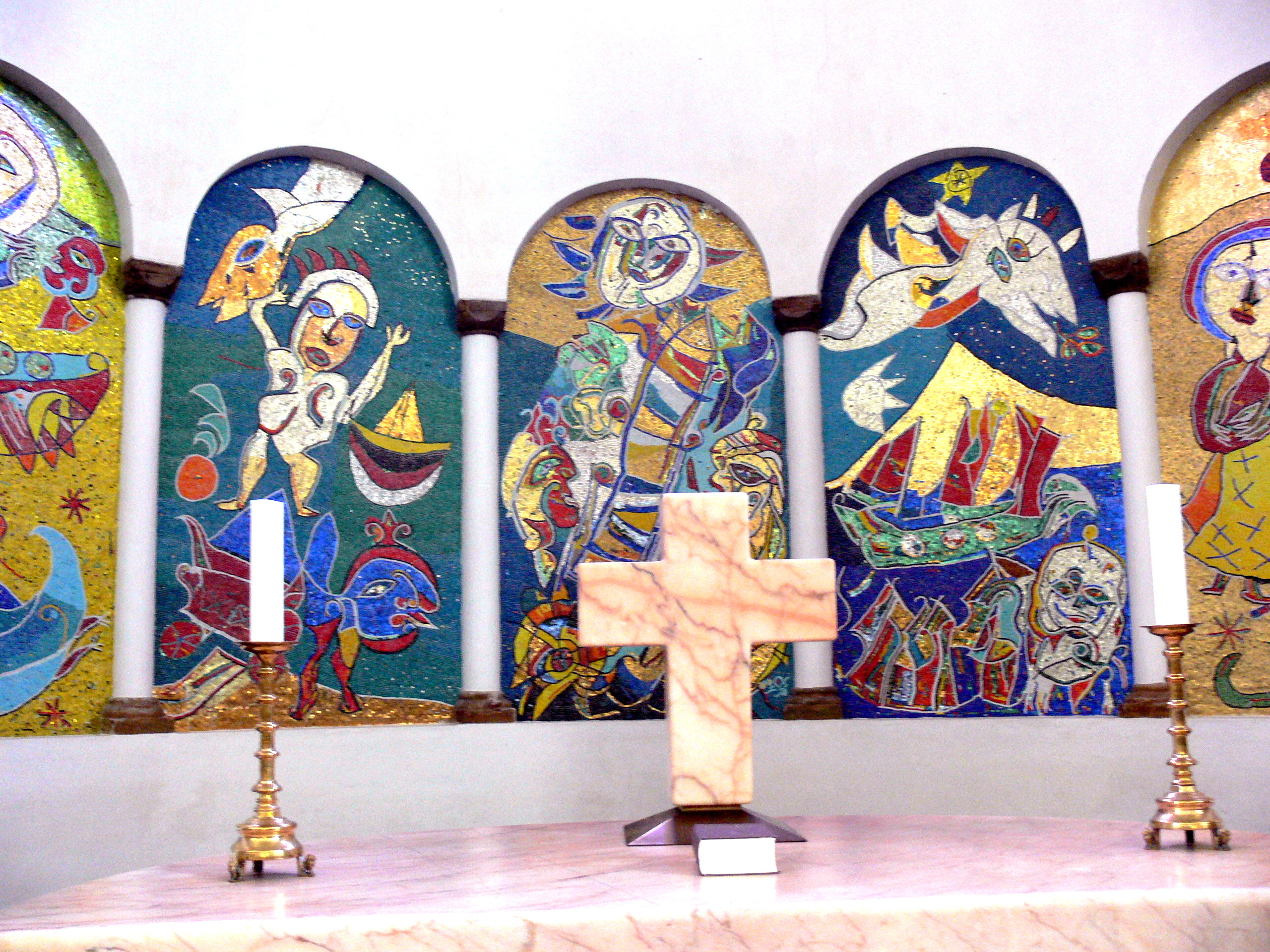
Собор Рибе: Мозаики К.-Х. Педерсена в апсиде хора.
«Вознесение Илии», «Сон Иакова», «Чаша жизни».

Карл-Хеннинг Педерсен родился в Копенгагене и вырос в бедном районе. С юности исповедовал лево-радикальные политические взгляды.
Поступил в Международную высшую народную школу в Эльсиноре в 1933 году, где он встретился художницу-самоучку Эльсе Кирстен Альфельт. Они поженились в 1934, в том же году родилась, и их первая дочь, Вибеке Альфельт.
В 1936 году он показал четыре абстрактные работы в Копенгагене.
Со своими друзьями-социалистами он спорил о Бертольте Брехте, но они предпочитали реализм и не приняли его абстрактные опыты, вдохновлённые кубистами и Клее.
В 1939 Педерсен предпринял пешее путешествие в Париж, где он увидел работы Пикассо и Матисса. Во Франкфурте-на-Майне он посетил выставку «дегенеративного искусства» (Entartete Kunst) и пришёл здесь в восторг от живописи Шагала.
Вторая дочь Карла-Хеннинга и Эльсе Альфельт (англ.), Кари-Нина, родилась в 1940 году.
После начала Второй мировой войны, вместе со своим земляком, Асгером Йорном, Педерсен создаёт объединение, группирующееся вокруг журнала «Хелхестен» (фр.) («Адская лошадь»).
В 1975, через год после смерти первой жены, Карл-Хеннинг Педерсен знакомится в Иерусалиме с норвежской художницей, писателем и фотографом — Сидсель Рамсон. Пара создаёт новый союз и живёт попеременно во Франции (Солем, в 250 км к юго-западу от Парижа) и в Дании (во Фредериксберге).
Умер художник в Копенгагене, после продолжительной болезни, в возрасте 93 лет.

## Творчество и признание

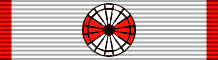
5 сентября 1974 Карл-Хеннинг Педерсен был возведён в Кавалеры 1-го класса Ордена Даннеброг — второго по значимости рыцарского ордена Дании.

Его работы, в момент, когда они были впервые представлены членам группы КОБРА произвели на них сильное впечатление. К нему приклеилась кличка «скандинавский Шагал». И хотя живопись К.-Х. Педерсена чрезвачайно многообразна, и есть работы, построенные на гармонии тёмно-синих, сине-зелёных, фиолетовых, чёрных тонов, всё же его стиль определился как своеобразная точечная техника с преобладающими оттенками светло-жёлтых и белых красочных тонов, словно выходящих на свет из ночной синевы. Птицы и боги испещрены нанесёнными на основу всё более светлыми (по мере наслоения), энергичными раздельными мазками.
Таким образом живописцу удавалось достичь необычного эффекта свечения (см Поклонение. 1950 или Жёлтая лощадь-солнце с вращающейся звездой , 1961).
В 1960-е годы—1970-е годы Педерсен много времени уделял монументальному искусству. Для Университета Копенгагена, в частности, он создаёт масштабную мозаику «Космическое море».
Выставочная деятельность Педерсена продолжалась более 50 лет.
В 1950 он получил медаль Экерсберга (англ.) от Академии изящных искусств Дании. В 1958 году был удостоен премии Гуггенхайма; в 1962 официально представлял Данию на Венецианской биеннале. В 1963 у себя на родине удостоен Медали Торвальдсена (англ.) (это — самая высокая награда в области изобразительного искусства, которую присуждает Королевская академия изящных искусств Дании).

## Изображения в сети
- Карл-Хеннинг Педерсен. Фото Сидсель Рамсон, второй жены художника (1986)
- Алтарь собора в Рибе, украшенный Карлом-Хеннингом Педерсеном.
- Ландшафт с жёлтыми птицами. 1948
- Легенда о золотом дереве. 1948
- Птица-Феникс. 1978
- Авторские керамические блюда Педерсена
- Бронзовая скульптура в парке перед музеем в Хернинге

## Музей

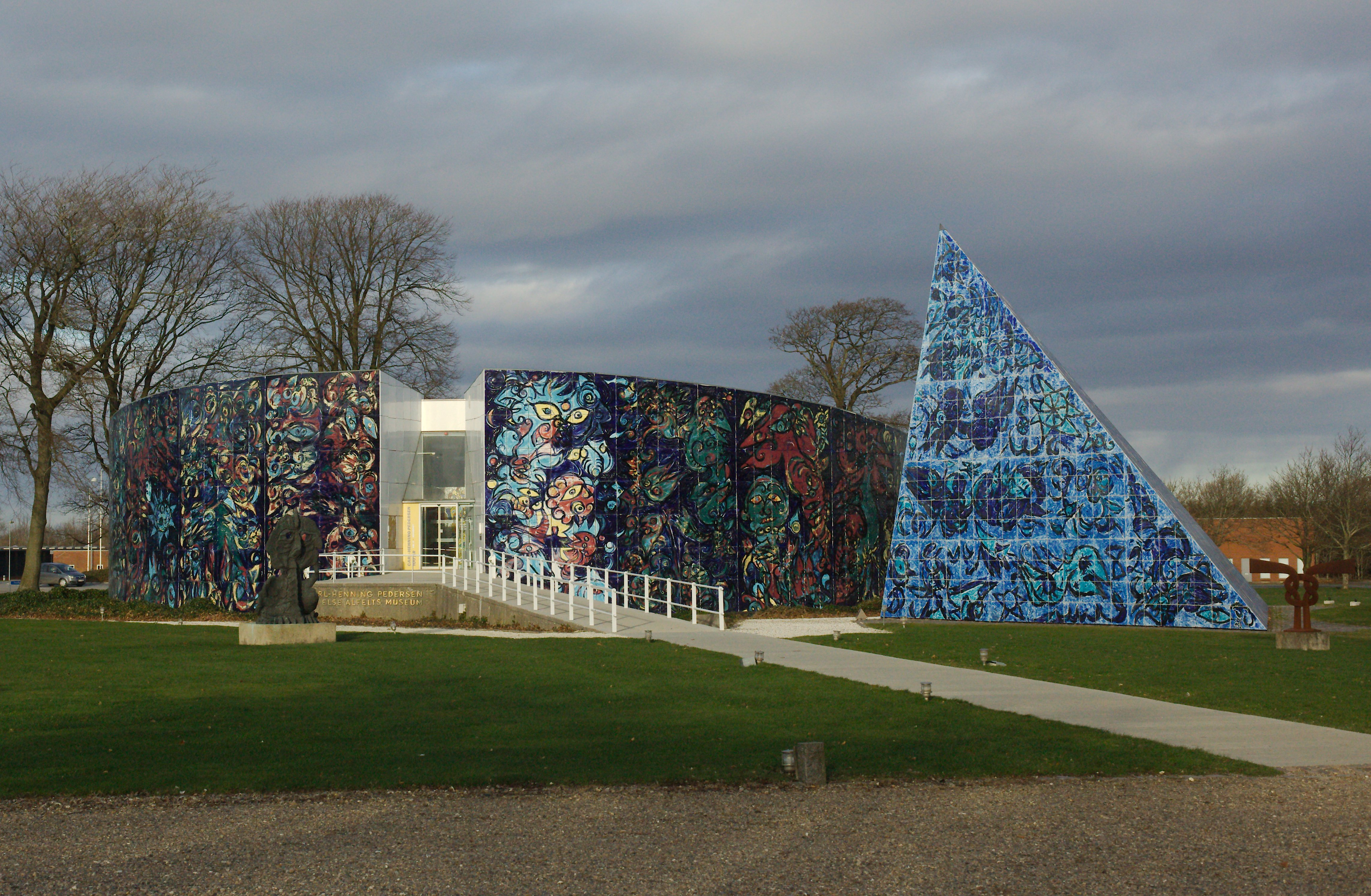
Музей Карла-Хеннинга Педерсена и Эльсе Альфельт
в городе Хернинге в Центральной Ютландии, Дания'

В начале 1970-х годов власти Копенгагена отклонили поступившее со стороны Карла-Хеннинга Педерсена предложение пожертвовать в пользу города около 3000 картин, рисунков и скульптур. Отказ был мотивирован тем, что коллекцию негде было разместить. Тогда небольшой город Хернинг вызвался из своих средств построить музей Педерсена у себя.
Эльзе Альфельт умерла в 1974 году. Педерсен отказывался показывать и продавать её работы. Выход был найден в создании в 1976 в городе Хернинге Музея Карла-Хеннинга Педерсена и Эльсе Альфельт (датск.), где с тех пор находится большинство (более 4000) работ этих двух художников.

## Музейные собрания
- Государственный музей искусств, Копенгаген
- Музей Луизиана, Хумлебеке, Дания
- Музей современного искусства KUNSTEN (англ.), Ольборг
- Музей современного искусства, Стокгольм
- Художественный музей Дидрихсена, Хельсинки
- MoMA, Нью-Йорк
- Музей искусств Карнеги (англ.), Окланд (англ.), Пенсильвания
- Стеделек музеум, Амстердам
- Национальный музей искусства, архитектуры и дизайна, Осло